# Prințul Henric al Țărilor de Jos
Prințul Willem Frederic Henric al Țărilor de Jos, Prinț de Orania-Nassau (neerlandeză Willem Frederik Hendrik, Prins der Nederlanden, Prins van Luxemburg, Prins van Oranje-Nassau; 13 iunie 1820 – 14 ianuarie 1879) a fost al treilea fiu al regelui Willem al II-lea al Țărilor de Jos și a soției acestuia, Marea Ducesă Anna Pavlovna a Rusiei. S-a născut la palatul Soestdijk. 

## Biografie

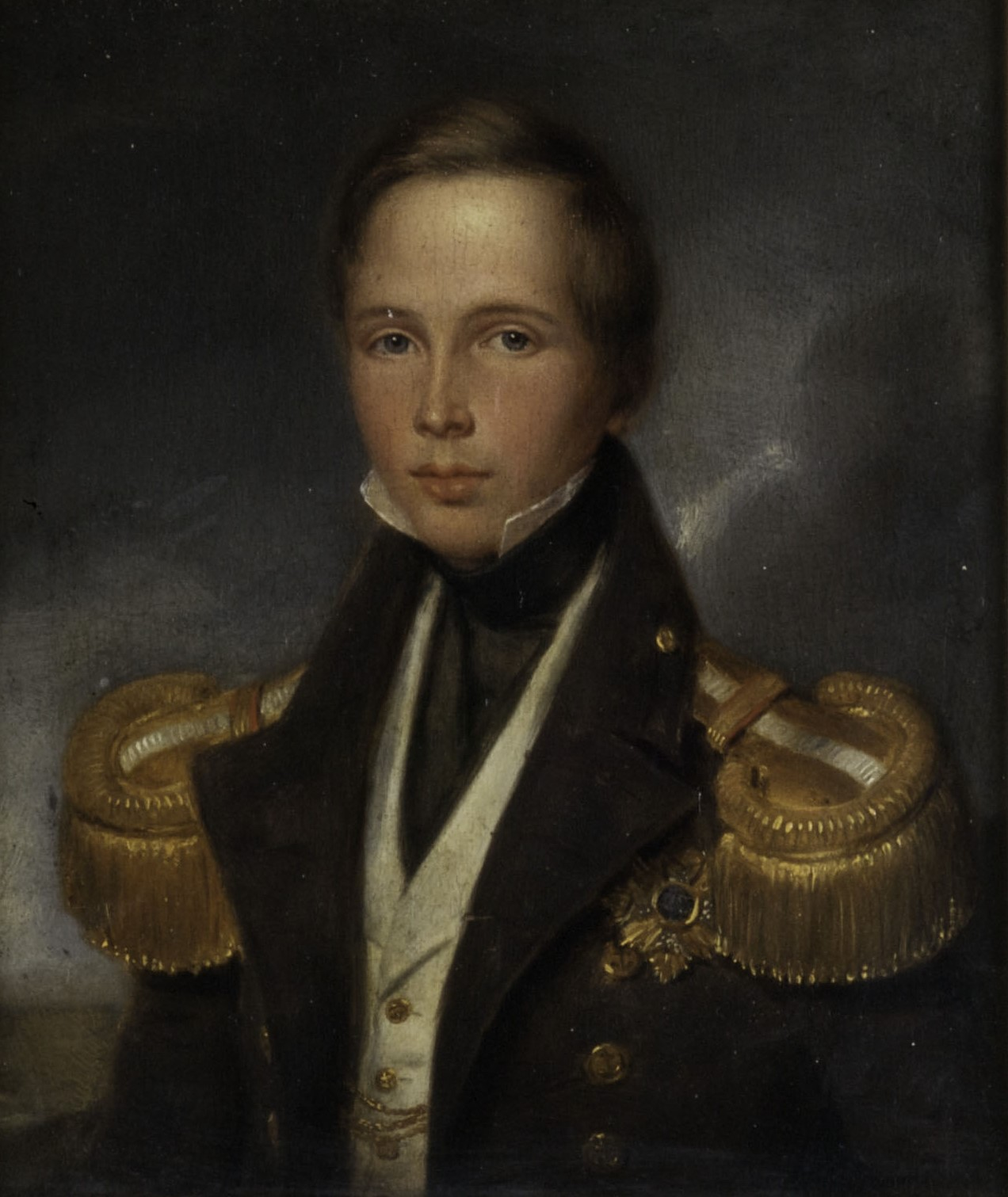
Prințul Henric în 1835

Prințul Henric a devenit Guvernator al Luxemburg în 1850, funcție pe care a îndeplinit-o până la moartea sa în 1879. În timpul mandatului său el a lucrat cu guvernul pentru a lansa lovitura de stat din 1856 care a consolidat puterea monarhiei și a executivului. Totuși, cele mai multe modificări au fost reprezentate de noua constituție din 1868 după criza luxemburgheză din 1867, în timpul căreia coroana a încercat să vândă marele ducat Prusiei.
S-a căsătorit de două ori. La 9 mai 1853, la Weimar, s-a căsătorit cu Amalia de Saxa-Weimar-Eisenach (1830-1872). La 24 august 1878, la Potsdam, s-a căsătorit cu Prințesa Maria Elisabeta a Prusiei (1855-1888), nepoata de frate a împăratului Wilhelm I al Germaniei. Ambele căsătorii au fost fără copii.
În momentul morții sale, la castelul Walferdange, de pojar, el era al treilea în linia de succesiune la tronul Țărilor de Jos. 